# Nucli solar

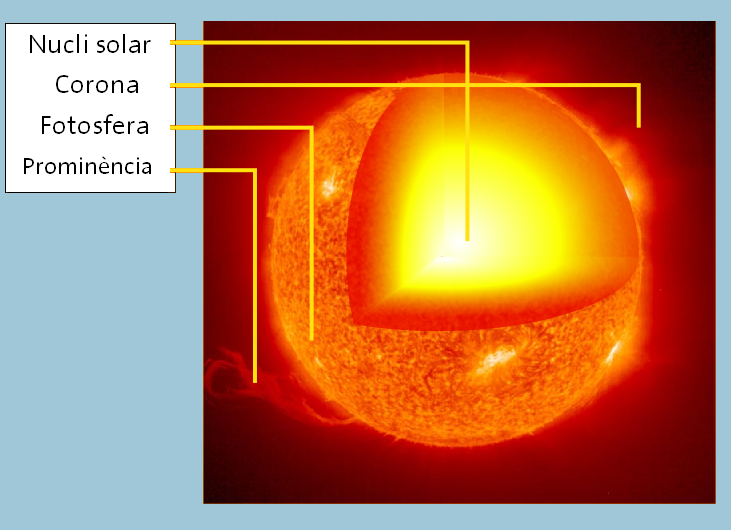
L'estructura del Sol

El nucli solar és la part del Sol que s'estén des del centre fins a 0,2 radis solars. És un dels punts més calents de l'univers. Té una densitat de fins a 150.000 kg/m³ (150 vegades la densitat de l'aigua a la Terra) i una temperatura de gairebé quinze milions de kèlvins (en canvi, la superfície solar es troba a uns 6.000 kèlvins). S'hi produeix energia per mitjà de reaccions termonuclears exotèrmiques (fusions nuclears que converteixen principalment hidrogen en heli). El nucli és l'únic punt del Sol que produeix una quantitat significant de calor per mitjà de fusió; la resta de l'estel és escalfat per l'energia que emana del nucli. Tota l'energia produïda per mitjà de fusions nuclears al nucli ha de travessar moltes capes fins a arribar a la fotosfera solar, abans de fugir a l'espai com a llum solar o energia quinètica de partícules.
Cada segon, uns 3,6×1038 protons (nuclis d'hidrogen) són convertits en nuclis d'heli, alliberant una energia de 380 yottawatts, és a dir, l'equivalent de 9,1×10¹⁰ megatones de TNT per segon. El ritme de la fusió nuclear està estretament lligat a la densitat, de manera que el ritme de fusió en el nucli es troba en un equilibri autocorrector; un ritme de fusió anormalment alt faria que el nucli s'escalfés més i s'expandís lleugerament contra el pes de les capes exteriors, reduint el ritme de fusió i corregint la pertorbació; i un ritme anormalment baix causaria un refredament del nucli i el faria empetitir-se lleugerament, incrementant el ritme de nou i portant-lo al nivell normal.
Els fotons altament energètics (rajos gamma i rajos X) alliberats en la fusió nuclear triguen molt de temps a arribar a la superfície solar, alentits pel camí indirecte que prenen, així com per una absorció i reemissió constants en diversos punts del mantell solar. Les estimacions del temps que dura el trajecte van des d'un màxim de 50 milions d'anys fins a només 17.000 anys. Després d'un últim viatge a través de la convectiva capa exterior fins a la "superfície" transparent de la fotosfera, els fotons escapen en forma de llum visible. Cada raig gamma que surt del nucli solar es converteix en milions de fotons de llum visible abans de fugir a l'espai. Les fusions que tenen lloc al nucli també alliberen neutrins però, a diferència dels fotons, gairebé no interaccionen amb la matèria, de manera que quasi tots s'escapen del Sol immediatament. Durant molts anys, el nombre de neutrins produïts al Sol que eren detectats era molt inferior al que predeien les teories, un problema que va ser resolt recentment gràcies a una millor comprensió dels efectes de l'oscil·lació de neutrins.

## Fusió al nucli solar

La cadena protó-protó és dominant en estrelles de la mida del Sol

El procés de fusió més important de la natura és el que té lloc als estels. El resultat és la fusió de quatre protons en una partícula alfa, amb l'alliberament de dos positrons, dos neutrins, i energia. En els estels de la mida del Sol, és la cadena protó-protó la que domina.
A les temperatures i densitats del nucli solar, el ritme de fusió és extremament lent. Per exemple, a les temperatures (~ 15 milions de kèlvins) i densitats (~150 g/cm³) del nucli, el ritme d'alliberament d'energia és de només ~11 W/m³ - milions de vegades inferior al ritme d'alliberament d'energia d'una espelma normal i centenars de vegades inferior al ritme a què el cos humà genera calor. Per tant, la reproducció de les condicions que es donen al nucli estel·lar dins un laboratori per a la producció d'energia de fusió nuclear no és gens pràctica.